# Modello atomico di Thomson

Una rappresentazione schematica del modello atomico di Thomson, anche detto modello a panettone. Nel modello di Thomson i "corpuscoli" (ovvero le particelle cariche negativamente, i moderni elettroni) erano sistemati ordinatamente, in anelli rotanti

Il modello atomico di Thomson, detto anche modello atomico a panettone, è un'ipotesi sulla struttura dell'atomo proposta da Joseph John Thomson nel 1904, prima della scoperta del nucleo atomico. In questo modello, l'atomo è costituito da una distribuzione di carica positiva diffusa all'interno della quale sono inserite le cariche negative. Nel complesso l'atomo è elettricamente neutro. 
Secondo questo modello l'atomo dunque sarebbe sostanzialmente pieno.

## Descrizione del modello
La scoperta dell'elettrone pose il problema della definizione di un nuovo modello di atomo. Thomson chiamava queste cariche negative "corpuscoli", nonostante George Johnstone Stoney avesse proposto nel 1894 di chiamarli "atomi di elettricità". Il lavoro di Thomson fu pubblicato nell'edizione di marzo del 1904 del Philosophical Magazine.
In esso Thomson, riprendendo una vecchia idea di Lord Kelvin, propose per l'atomo un modello continuo: L'atomo era visto come una nube di carica positiva, e gli elettroni erano disposti al suo interno in modo quasi (vedi paragrafo successivo) casuale come i canditi nel tipico dolce natalizio britannico, il plum pudding, o come anche l'uvetta nel panettone italiano. Da ciò, si indica colloquialmente il modello atomico di Thomson come plum pudding model, adattato in italiano come modello a panettone. È tuttavia importante notare che gli elettroni, seppur disposti casualmente, NON sono statici, bensì percorrono orbite circolari periodiche attorno al centro della nube.
Nel modello, gli elettroni sono sottoposti, per effetto della nube positiva e della Legge di Gauss, a una forza di richiamo elastica verso il centro (andamento {\textstyle -k{\vec {r}}}). Così, esso predice con successo l'interazione degli atomi con la radiazione elettromagnetica a frequenze basse, come quelle della luce visibile e quelle di onde radio e raggi x.

## Confutazione del modello e nuovi modelli atomici
Thomson ebbe anche l'idea di spiegare, invece, gli spettri di emissione (ovvero l'interazione con la radiazione ad alte frequenze, come quella dei raggi gamma) con la transizione di elettroni tra diversi livelli orbitali. Ipotizzò, infatti, che per effetto delle interazioni repulsive tra i diversi elettroni, essi organizzassero le loro traiettorie in gusci concentrici ed ordinati, un elettrone per guscio, in modo che non si scontrassero mai. La teoria riuscì (praticamente per caso) a spiegare alcuni spettri atomici, ma fallì con tutti gli altri: gli spettri NON erano riconducibili a questo modello. L'idea dei gusci sarebbe stata riapplicata, con successo, da Bohr nel perfezionamento del modello atomico di Rutherford, 9 anni più tardi, in cui gli elettroni sono legati all'atomo con una forza newtoniana (andamento {\textstyle k{\frac {{\hat {e}}_{r}}{r^{2}}}}, come quella di un pianeta attorno al Sole) e non con una forza elastica (andamento {\textstyle -k{\vec {r}}}). 
Questo problema, tuttavia, non era il più grande, per questo modello. Piuttosto, le perplessità erano legate ai palesi problemi su stabilità ed instabilità che ha il modello, e dunque l'inspiegabilità della radioattività, senza ricorrere ancora all'esistenza di altri tipi di forze oltre a quella elettromagnetica e gravitazionale. Per questo, nello stesso anno il fisico giapponese Hantarō Nagaoka propose per l'atomo il modello saturniano; tuttavia questo fu presto confutato perché, sebbene stabile per perturbazioni radiali, si dimostrò instabile per perturbazioni longitudinali.
Alla fine, nel 1908 l'esperimento di Geiger e Marsden confutò definitivamente entrambi i modelli per via sperimentale; come fu interpretato da Ernest Rutherford nel 1911, dimostrò che la carica positiva era concentrata in un nucleo molto piccolo al centro dell'atomo. Questo diede vita al modello atomico "planetario", e dimostrò definitivamente l'esistenza di una Forza Nucleare in grado di tenere insieme la carica positiva.
In seguito, fu nel 1913 che Bohr e Sommerfeld, partendo dal modello planetario, imposero su di esso l'assioma di quantizzazione per le orbite degli elettroni. Questo modello, tutt'oggi accettato, come sopra riesce a spiegare con successo gli spettri di emissione ed assorbimento atomici, ed anche i legami molecolari ed ogni altro fenomeno della chimica. Dopo questo traguardo, la fisica sperimentale di frontiera iniziò a studiare i nuclei.